# 타카마가하라산

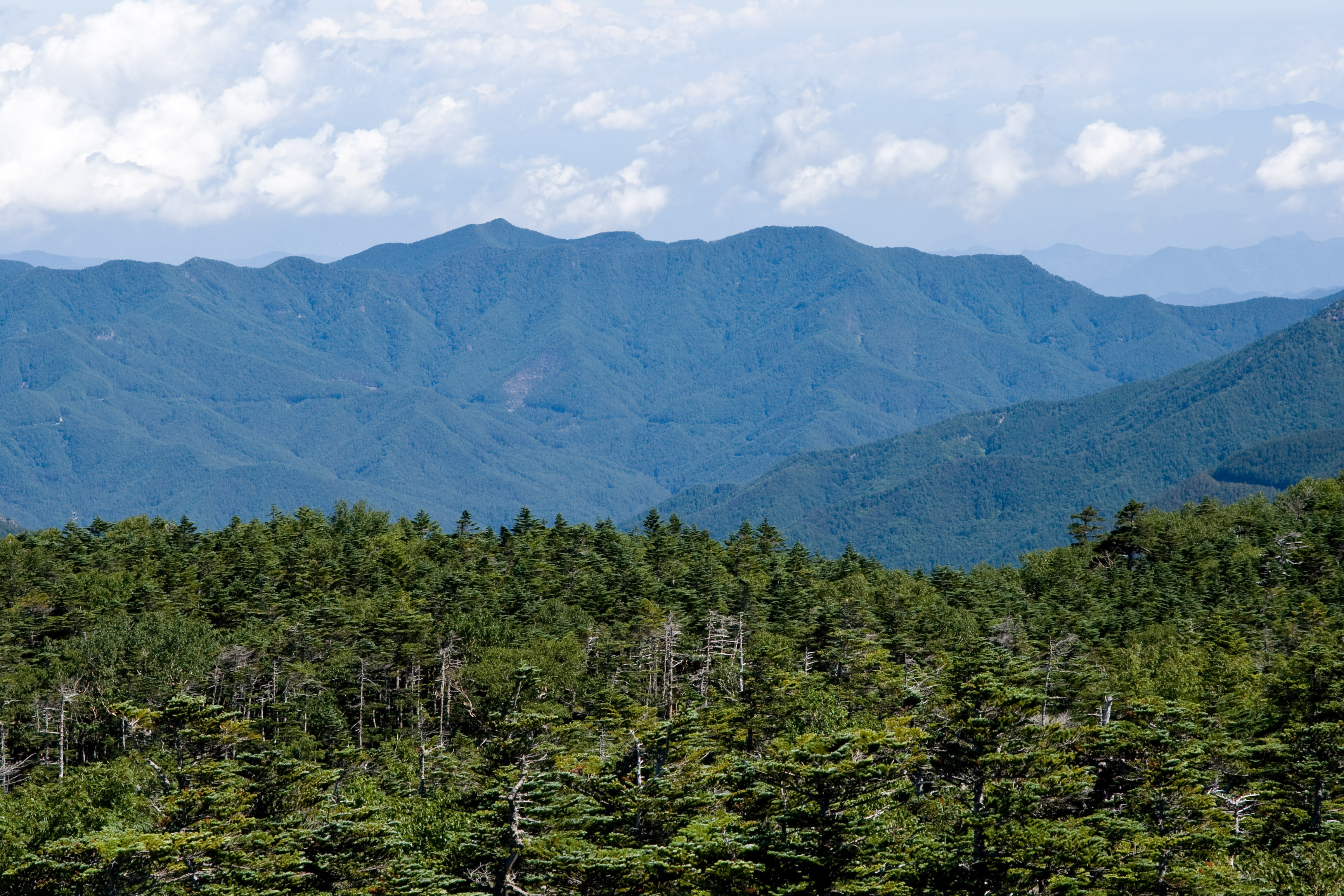
타카마가하라산

타카마가하라산(高天原山)은 일본 군마현 우에노촌 근처에 있는 산으로 높이는 1,978.6m다. 타카마가하라는 일본 신화에 나오는 하늘의 세계이다.
1985년 8월 12일 발생한 일본항공 123편 추락 사고는 처음에는 오스타카산에서 발생했다고 보도되었으나, 나중에 타카마가하라산 능선 해발 약 1,565 미터 (5,135 ft) 지점에서 확인되었다. 520명이 사망하여 항공 역사상 단일 항공기 사고 중 가장 치명적인 사고로 남아있다.
이 지역은 나중에 우에노촌의 촌장인 쿠로사와 타케오(전 일본 제국 해군 중령)에 의해 오스타카노 오네("오스타카산의 능선")로 개명되었다. 능선 정상에는 123편 추락 사고로 사망한 사람들을 추모하는 신사가 있다. 신사로 가는 산길은 JAL의 보상 패키지의 일환으로 건설되었다.

## 같이 보기
- 타카마가하라 - 일본 신화의 장소